# 盐务稽核所
两淮盐务稽核所位于扬州市广陵区汶河街道淮海路33号，现为扬州市规划局办公场所。
两淮盐务稽核所成立于1913年，关闭于1942年，是袁世凯善后大借款的产物，以盐税、关税为担保，各盐务署下设外籍会办。这座外籍会办的别墅，建于1921年，用盐业税款建造，二层洋楼，黄色墙体，红瓦屋顶。抗战期间，此处被日军占用为苏北宪兵司令部。1952年改为大汪边招待所、江苏省交际处扬州招待所。1982年改为老干部活动中心。2005年改为扬州市规划局办公场所。
两淮盐务稽核所已列为扬州市文物保护单位，编号115。